# Akure
Akure is een stad in Nigeria en is de hoofdplaats van de staat Ondo.
Bestuurlijk is de stad opgedeeld in twee Local Government Area's (LGA): Akure North en Akure South. Samen telden deze LGA's in 2006 een bevolking van 491.033 en in 2016 een bevolking van naar schatting 662.800.
De stad ligt in het zuidelijk deel van de Yoruba Hills. Vanuit de stad vertrekken autowegen naar Ondo City, Ilesha, Ado-Ekiti en Owo.
Economisch is de stad een handelscentrum van landbouwproducten als maïs, cassave, bananen en rijst. Ook cacao, palmolie, katoen en teakhout worden en verhandeld voor de export.
In de stad zijn de onderwijsinstellingen Federal College of Agriculture (sinds 1957) en Federal University of Technology (sinds 1981) gevestigd.
Akure is de zetel van het rooms-katholieke bisdom Ondo.